# Margus Hunt
(en) Statistiques sur pro-football-reference
Margus Hunt, né le 14 juillet 1987 à Karksi-Nuia, est un athlète estonien, spécialiste du lancer du disque et du lancer du poids, et un joueur de football américain, évoluant au poste de defensive end avec les Bengals de Cincinnati.

## Biographie

### Athlétisme
Sa meilleure performance au lancer du disque est de 59,31 m, qu'il porte à 61,33 m à Viljandi le 6 juillet 2010. Avec le disque de 1,750 kg, il a réalisé 67,32 m à Pékin le 16 août 2006, lors des Championnats du monde junior, record du monde à son sixième et dernier essai. C'était la première médaille d'or estonienne lors des Championnats du monde junior.

#### Palmarès dans l'athlétisme

##### Championnats du monde junior d'athlétisme
- Championnats du monde junior d'athlétisme 2006 à Pékin, Chine
  -  Médaille d'or du lancer du poids
  -  Médaille d'or du lancer du disque

##### Championnats d'Europe junior d'athlétisme
- Championnats d'Europe junior d'athlétisme 2005 à Kaunas, Lituanie
  -  Médaille d'or du lancer du disque

### Football américain

#### Carrière universitaire
Il quitte l'Estonie en 2007 pour venir étudier à Dallas au sein de l'université méthodiste du Sud. Alors que son objectif premier est de suivre le programme d'athlétisme de l'université, il est remarqué par des entraîneurs de football américain pour sa taille et ses capacités physiques impressionnantes (4,7 secondes sur les courses de 40-yards). Il intègre complètement l'équipe des Mustangs de SMU à partir de la saison universitaire 2009 et joue particulièrement lors des formations d'équipes spéciales. Il se fait notamment remarquer pour un nombre record d'extra points et de field goals bloqués. Il est ensuite de plus en plus titularisé au sein de la défense au poste de defensive end et est même désigné MVP de l'Hawaii Bowl 2012 où il force deux fumbles et réalise trois sacks qui aident fortement son équipe à remporter la victoire.

#### Carrière professionnelle
Malgré son parcours atypique, il a une bonne côte parmi les recruteurs de la NFL. Il est finalement sélectionné au cours de la Draft 2013 à la 53e position (deuxième tour) par les Bengals de Cincinnati.